# Minburn (Alberta)
Pour les articles homonymes, voir Minburn.
Minburn est un village du comté de Minburn No 27 situé dans la province canadienne de l'Alberta.

## Démographie
En tant que localité désignée dans le recensement de 2011, Minburn a une population de 105 habitants dans 46 de ses 58 logements, soit une variation de 61.5% avec la population de 2006. Avec une superficie de 0,728 4 km2, village possède une densité de population de 144,151 6 hab/km2 en 2011.
Concernant le recensement de 2006, Minburn abritait 65 habitants dans 35 de ses 44 logements. Avec une superficie de 0,728 4 km2, village possédait une densité de population de 89,2 hab/km2 en 2006.
| 2001 | 2006 | 2011 | 2016 |
| ---- | ---- | ---- | ---- |
| 88   | 65   | 105  | 115  |